# Orthotrichia veikaba
Orthotrichia veikaba är en nattsländeart som beskrevs av Wells 1991. Orthotrichia veikaba ingår i släktet Orthotrichia och familjen smånattsländor. Inga underarter finns listade i Catalogue of Life.